# Ouhans
 Ouhans  es una comuna y población de Francia, en la región de Franco Condado, departamento de Doubs, en el distrito de Pontarlier y cantón de Montbenoît.
Su población en el censo de 1999 era de 334 habitantes.
Está integrada en la Communauté de communes du Canton de Montbenoît .

## Demografía
| 279 | 286 | 264 | 269 | 287 | 334 |
| Para los censos de 1962 a 1999 la población legal corresponde a la población sin duplicidades (Fuente: INSEE [Consultar]) |     |     |     |     |     |

- Datos: Q777521
- Multimedia: Ouhans / Q777521

1. ↑  Worldpostalcodes.org, código postal n.º 25520.
2. ↑  INSEE, Datos de población para el año 2012 de Ouhans (en francés).